# État hongrois (1849)
14 avril – 13 août 1849
 (3 mois et 30 jours)
Entités précédentes :
- Royaume de Hongrie

Entités suivantes :
- Royaume de Hongrie

L'État hongrois (en hongrois : Magyar Álladalom) est un État non reconnu qui exista pendant quatre mois dans la dernière phase de la révolution hongroise de 1848-1849.

## Histoire
Le 2 décembre 1848, le roi de Hongrie Ferdinand V abdique en faveur de son neveu François-Joseph. Le 7 décembre, la Diète de Hongrie refuse formellement de reconnaître le titre du nouveau roi, « car sans la connaissance et le consentement de la diète, personne ne peut s'asseoir sur le trône hongrois » et appelle la nation aux armes. Constitutionnellement, du point de vue hongrois, Ferdinand était toujours roi de Hongrie et cela donnait à la révolte une excuse de légalité. En fait, de cette époque à l’effondrement de la révolution, Lajos Kossuth fut le dirigeant de facto de la Hongrie.
La lutte s'est ouverte avec une série de succès autrichiens. Le prince Windischgrätz, qui avait reçu l'ordre de réprimer la rébellion, commença son avance le 15 décembre, ouvrit le chemin de la capitale par la victoire à Mór le 30 décembre et, le 5 janvier 1849, l'armée impériale-royale occupa Pest-Buda, tandis que le gouvernement et le régime hongrois se retirèrent derrière la Tisza et s'établirent à Debrecen. Une dernière tentative de réconciliation, faite par les membres les plus modérés du régime dans le camp de Windischgrätz à Bicske (le 3 janvier), avait échoué sur l'attitude sans compromis du commandant autrichien, qui exigeait une soumission sans condition ; après quoi les modérés, y compris Ferenc Deák et Lajos Batthyány, se sont retirés dans la vie privée, laissant Kossuth pour continuer la lutte avec le soutien des extrémistes enthousiastes qui constituaient la base de la diète de Debrecen. La question qui se posait maintenant était la suivante : jusqu'où l'armée se subordonnerait-elle à l'élément civil du gouvernement national ? Le premier symptôme de dissonance fut une proclamation du commandant de la division du Haut-Danube, Artúr Görgey, de son camp de Vác (le 5 janvier), soulignant le fait que la défense nationale était purement constitutionnelle et menaçant tous ceux qui pourraient s'écarter de cette position par des aspirations républicaines. Immédiatement après cette proclamation, Görgey disparut avec son armée sur les hauteurs de la Haute-Hongrie et, malgré les difficultés d'un hiver phénoménal et la poursuite constante de forces largement supérieures, se fraya un chemin dans la vallée de Hernád - et dans des conditions de sécurité. Cette campagne d'hiver magistrale a révélé pour la première fois le génie militaire de Görgey, et la discipline de ce terrible mois de marche et de contre-marche avait renforcé ses recrues en vétérans que son pays considérait avec fierté et ses ennemis avec respect. Malheureusement, son succès provoqua une certaine jalousie dans les quartiers officiels et, lorsque, à la mi-février 1849, un commandant en chef fut nommé pour exécuter le plan de campagne de Kossuth, cette nomination vitale ne fut pas donnée à l'homme qui avait fait de l'armée ce qu'elle était mais à un étranger, un réfugié polonais, le comte Henrik Dembinski, qui, après avoir mené la bataille sanglante et indécise de Kápolna (26-27 février 1849), fut contraint de battre en retraite. Görgey fut immédiatement nommé comme son successeur et le nouveau généralissime mena les Honvéds de victoire en victoire. Soutenu habilement par György Klapka et János Damjanich, il se dirigea irrésistiblement. Les batailles de Szolnok (le 5 mars), d'Isaszeg (le 6 avril), de Vác (le 10 avril) et de Nagysarló (le 19 avril) ont été autant de jalons dans sa progression triomphale. Le 21 mai 1849, Buda, la capitale hongroise, était à nouveau entre les mains des Hongrois. 
Entre-temps, les événements précédents de la guerre avaient tellement modifié la situation politique que toute idée que le régime de Debrecen avait chérie d'un compromis avec l'Autriche était détruite. La capture de Pest-Buda avait confirmé la justice autrichienne dans sa politique d'unification, qui, après la victoire de Kápolna, a été jugée sûre de proclamer.  Le 7 mars, le régime de Kremsier a été dissout et une proclamation a ensuite été publiée au nom de l'empereur François-Joseph, établissant une constitution unie pour l'ensemble de l'empire, dont le Royaume de Hongrie, divisé en une demi-douzaine de districts administratifs, n'était désormais guère plus que la plus grande des provinces soumises. La nouvelle de ce manifeste, qui arriva en même temps que celle des succès de Görgey, détruisit les derniers vestiges d’un désir de compromis des révolutionnaires hongrois. Le 14 avril 1849, à la demande de Kossuth, le régime proclama l’indépendance de Hongrie, déclara la Maison de Habsbourg fausse et parjure, à jamais exclue du trône, et a élu Lajos Kossuth président-gouverneur de l’État hongrois. Ce fut une gaffe exécrable dans les circonstances et les résultats furent fatals à la cause nationale. Ni le gouvernement ni l'armée ne pourraient s'adapter à la nouvelle situation. Désormais, les autorités militaires et civiles, représentées par Kossuth et Görgey, étaient désespérément désemparées et la brèche se creusa jusqu'à ce que toute coopération effective devienne impossible .
Entre-temps, les défaites humiliantes de l'armée impériale et royale et le cours des événements en Hongrie ont obligé la cour de Vienne à accepter l'aide fournie par l'empereur Nicolas Ier de Russie dans le plus grand esprit de la Sainte-Alliance. L'alliance austro-russe fut annoncée début mai et un plan de campagne commun fut mis en place avant la fin du mois. Le comte Haynau, commandant en chef autrichien, devait attaquer la Hongrie par l'ouest, et le russe, le prince Paskevitch, par le nord, entourant peu à peu le royaume, puis se terminant par un coup décisif les comtés au milieu de la Tisza. Ils avaient à leur disposition 375 000 hommes, auxquels les Hongrois ne pouvaient en opposer que 160 000. Les Hongrois, eux aussi, étaient maintenant plus que jamais divisés entre eux, aucun plan de campagne n'avait encore été élaboré, aucun commandant en chef nommé pour remplacer Görgey, que Kossuth avait déposé. Les premières victoires d'Haynau (20-28 juin) ont mis fin à leurs indécisions. Le 2 juillet, le gouvernement hongrois a abandonné Pest et a transféré sa capitale à Szeged, puis à Arad. L'armée impériale russe était déjà bien sur le chemin de la Tisza et la terrible ceinture qui devait étrangler les libertés de la Hongrie était pratiquement achevée. Kossuth a de nouveau nommé commandant en chef le brave mais inefficace Dembinski, qui a été complètement mis en déroute à Temesvár (le 9 août) par Haynau. Ce fut la dernière grande bataille de la guerre d'indépendance. La catastrophe finale était maintenant inévitable. Le 13 août 1849, Görgey, qui avait été nommé dictateur par le gouvernement pris de panique deux jours auparavant, remit le reste de son armée à peine pressée au général russe Theodor von Rüdiger à Világos. Les autres corps d'armée et toutes les forteresses suivirent son exemple ; le fort Monostor à Komárom, défendu héroïquement par György Klapka, fut le dernier à capituler (le 27 septembre). Kossuth et ses collaborateurs, qui avaient quitté Arad le 10 août, se réfugièrent en territoire ottoman. Une période de répression sévère s'ensuivit. Lajos Batthyány et une centaine d'autres furent exécutés, plusieurs femmes de la société furent publiquement flagellées et le gouvernement interdit les rassemblements publics, les représentations théâtrales, l'affichage des couleurs nationales ainsi que le port de costumes nationaux et de barbes à la Kossuth.